# Aiguille Verte
A Aiguille Verte (Agulha Verde)  é um cume do Maciço do Monte Branco, em França, com 4122 m de altitude, e que faz parte dos cumes dos Alpes com mais de 4000 m.
É considerado um dos cimos do Monte Branco que mais faz sonhar, pois não há nenhuma via que seja fácil, nem à subida nem à descida, a tal ponto que para a classificar Gaston Rébuffat teria dito que antes da Aiguille Verte faz-se alpinismo, depois dela é-se alpinista.
A agulha é citada diferentes vezes nas 100 mais belas corridas de montanha.

## Toponímia
A Verde, que provém da cor azul-esverdeada que toma o gelo que recobre o seu cimo quando o sol o ilumina de perfil, é uma vasta montanha que se articula em três vertentes;
- a via sul; onde se encontra a sua via de ascensão normal, o corredor Whymper, que aliás é a via de descida habitual
- a via Nant-Blanc - anão branco; que domina o Vale de Chamonix
- a via norte - a vertente de Argentières; onde se reconhece o Corredor Couturier com mais de 1000 m de altura.

## Petite Aiguille Verte
A Petite Aiguille Verte (Pequena Agulha Verde) é o segundo, e mais pequeno, cume da Aiguille Verte e culmina a 3512 m de altitude. A sua ascensão fácil em terreno misto faz dela um bom treino para os que se querem aclimatar aos Alpes, e é um pico muito apreciado pelos noviços, em particular a face NW.
Mesmo se facilmente atingida a partir de Argentières, pelo funicular da  Aiguille des Grandes Montets, e de não ter grandes dificuldades, tem interesse suficiente para ser citada nos n.º 39 e 85 da célebre seleção de Os 100 mais belos percursos.

## Ascensões
- 1865 - a primeira ascensão feita por Edward Whymper, Christian Almer e Franz Biner, a 29 de Junho, pelo corredor que tem o seu nome
- 1875 - ascensão pelo Corredor Couturier, a 31 de Julho, pela vertente Norte, a Argentière
- 1881 - Corredor Y da esquerda, ou corredor Charpoua, a 30  de Julho
- 1964 - primeira invernal pelo Nant-Blanc

## Variantes
A estação de Argentières encontrasse do lado da face norte, e a Verde também é um terreno de jogo excelente para os bons esquiadores ou os que preferem o snowboard podem escolhe 5 percursos de exceção:  Couloir Couturier, Couloir en Y, branche de droite, Couloir Whymper, Nant Blanc - via Charlet-Platonov-, e Col Armand Charlet.

## Imagens

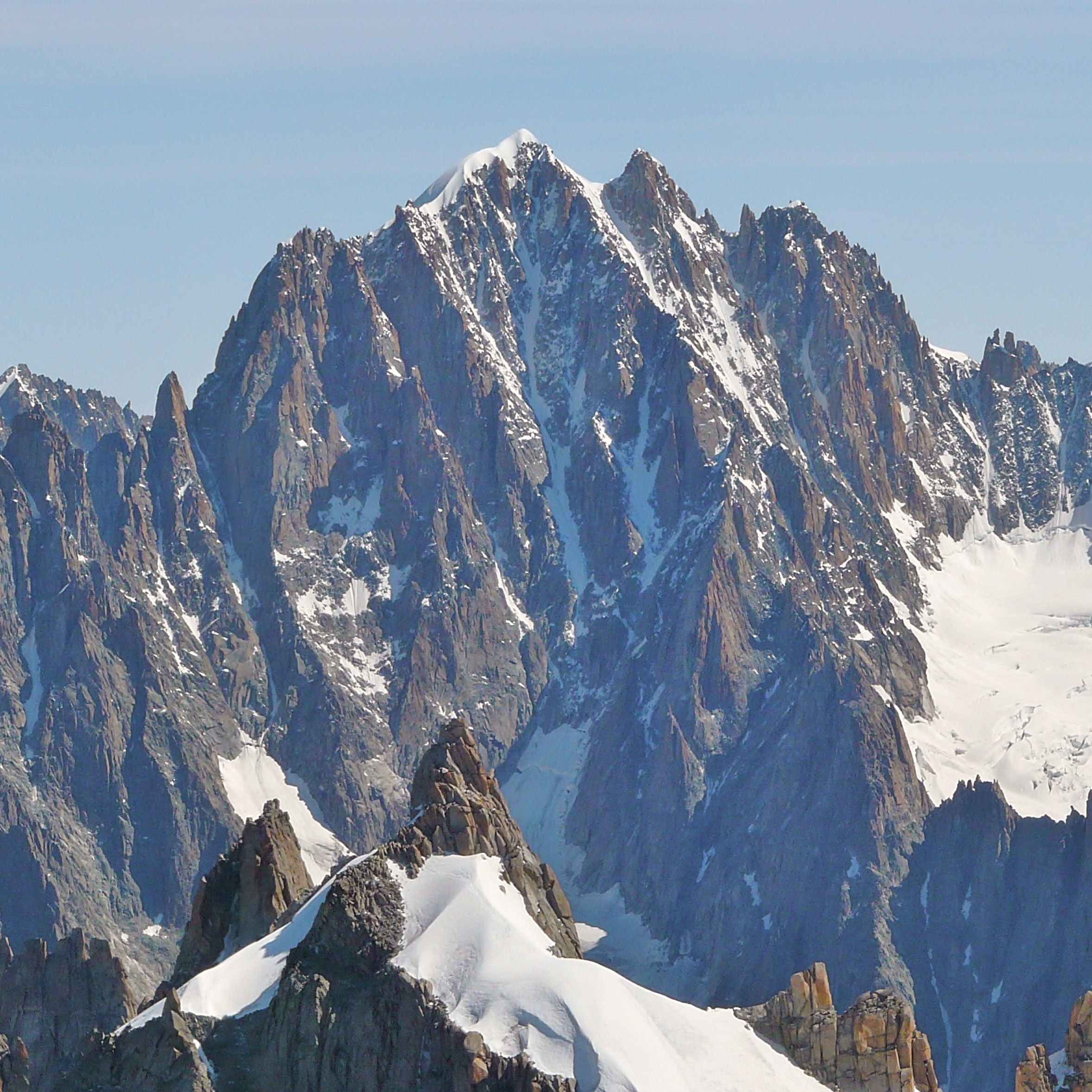
Vista a partir da Aiguille du Midi
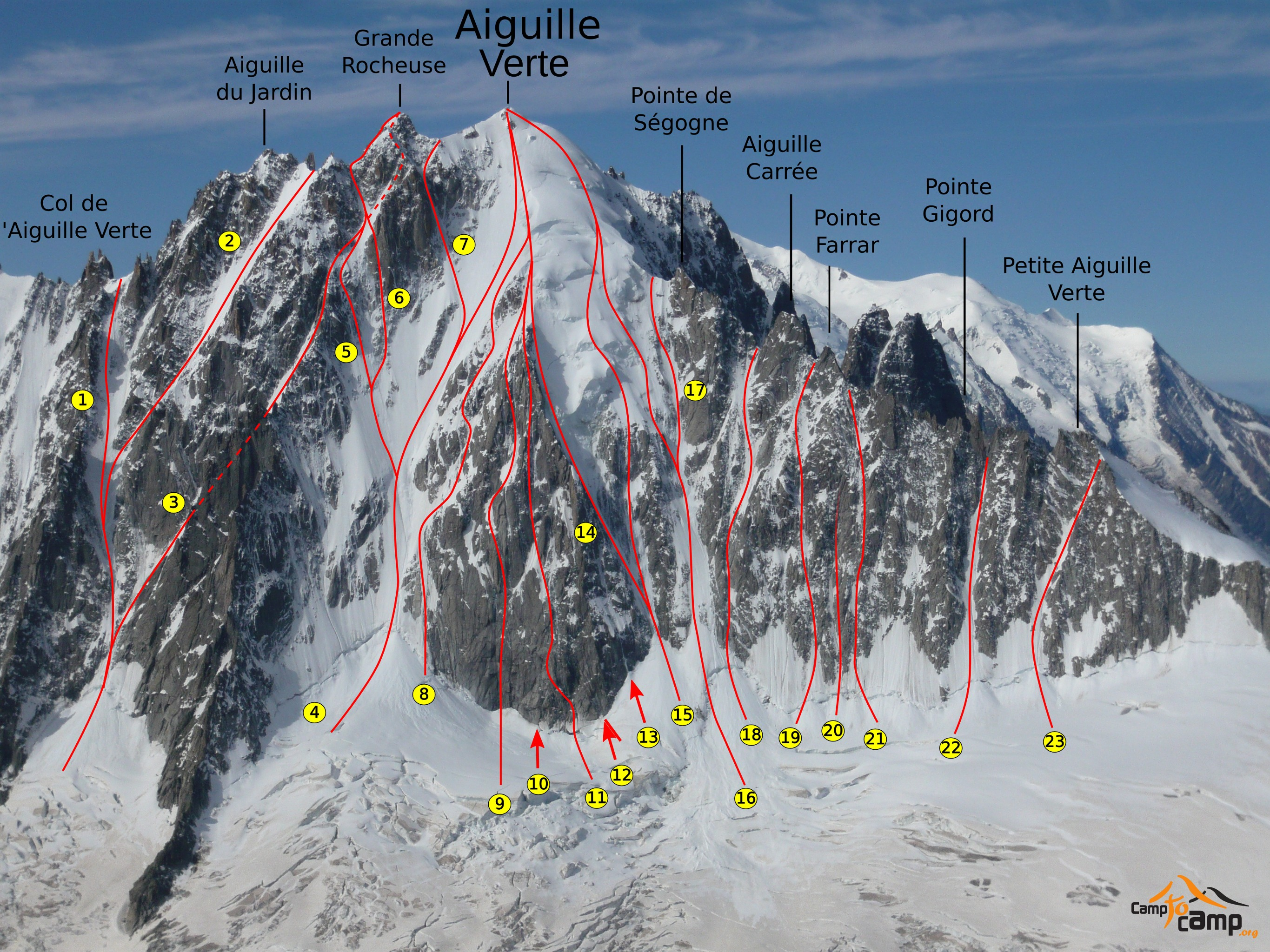
Face N com os itinerários
A via Couturier e o desvio para Gd. Rocheuses, com o nome dos cumes

### Imagens externas
- «MMB: Imagens A. Verte»
- Muito mais fotografias no capítulo Images da  referência "SummitPost"

Em «Zorgloob» o Glaciar de Talèfre e a localização da Aiguille Verte, Les Droites, Les Courtes, a Aiguille de Triolet, Aiguille de Talèfre, Aiguille de Leschaux, Dent du Géant, La Tour Ronde, Monte Branco do Tacul, Aiguille du Midi, Aiguille du Plan, Aiguille du Grépon, e a Aiguille de l'M.